# Jo Strumphler
Sara Johanna (Jo) Strumphler (Baarn, 14 december 1877 - Arnhem, 2 juni 1938) was een Nederlands kunstschilderes.

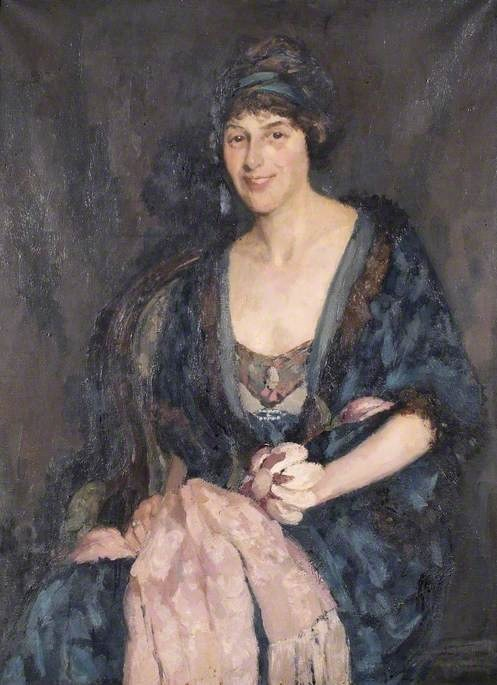
Vrouw in blauwe jurk

Jo was de dochter van de effectenmakelaar (later directeur van de Twentsche Trust Maatschappij) Herman George Strumphler en Maria Surie. 
Van 1902 tot 1906 bezocht ze de Rijksakademie van beeldende kunsten in Amsterdam. 
Jo Strumphler woonde en werkte in Arnhem. Haar werk bestond uit o.a. portretten, figuurvoorstellingen en strandgezichten.
Tussen 1913 en 1929 was ze regelmatig te gast bij de ouders van haar vriendin Margot van Hasselt op het Huis Empe (destijds gemeente Voorst). Zo schilderde zij er in 1913 met Martin Monnickendam panelen voor een tuinhuis.
Zij was een volle nicht van kunstenares Jacoba Surie.